# Lingue tucano
Le lingue tucano (Tucanoan in lingua inglese) sono una famiglia di lingue native americane parlata nell'America meridionale.

## Distribuzione geografica
Le lingue tucano sono parlate in Brasile, Colombia, Ecuador e Perù.

## Classificazione
Secondo Ethnologue, la classificazione delle 25 lingue che formano la famiglia è la seguente:
(Tra parentesi tonda il numero di lingue dei vari gruppi e la nazione in cui sono parlate)

[Tra parentesi quadra il codice ISO 639-3]
- Lingue tucano (25)
  - Lingua miriti  [mmv] (Brasile)
  - Lingue tucano occidentali (9)
    - Lingua koreguaje  [coe] (Colombia)
    - Lingua orejón  [ore] (Peru)
    - Lingua tama  [ten] (Colombia)
    - Lingua tanimuca-retuarã  [tnc] (Colombia)
    - Lingua tetete  [teb] (Ecuador)
    - Lingua yahuna  [ynu] (Colombia)
    - Lingue macaguaje (3)
      - Lingua macaguaje  [mcl] (Colombia)
      - Lingua secoya  [sey] (Ecuador)
      - Lingua siona  [snn] (Colombia)

  - Lingue tucano centrali (1)
    - Lingua cubeo  [cub] (Colombia)

  - Lingue tucano orientali (14)
    - Lingua arapaso  [arj] (Brasile)
    - Lingua guanano  [gvc] (Brasile)
    - Lingua macuna  [myy] (Colombia)
    - Lingua piratapuyo  [pir] (Brasile)
    - Lingue bará-tuyuka (4)
      - Lingua barasana-eduria  [bsn] (Colombia)
      - Lingua pokangá  [pok] (Brasile)
      - Lingua tuyuca  [tue] (Colombia)
      - Lingua waimaha  [bao] (Colombia)

    - Lingue carapano (2)
      - Lingua carapana  [cbc] (Colombia)
      - Lingua tatuyo  [tav] (Colombia)

    - Lingue desano-siriano (2)
      - Lingua desano  [des] (Brasile)
      - Lingua siriano  [sri] (Colombia)

    - Lingue tucano
      - Lingua tucano  [tuo] (Brasile)
      - Lingua yurutí o wajiara  [yui][4] (Colombia)